# Campylandra longipedunculata
Campylandra longipedunculata là một loài thực vật có hoa trong họ Măng tây. Loài này được (F.T.Wang & S.Yun Liang) M.N.Tamura, S.Yun Liang & Turland mô tả khoa học đầu tiên năm 2000.